# Asplenium cruegeri
Asplenium cruegeri är en svartbräkenväxtart som beskrevs av Georg Hans Emmo Wolfgang Hieronymus. Asplenium cruegeri ingår i släktet Asplenium och familjen Aspleniaceae. Inga underarter finns listade.